# Herzog-Leopold-Straße (Wiener Neustadt)
Die Herzog-Leopold-Straße in Wiener Neustadt ist die westliche der vier Hauptstraßen, die vom Hauptplatz in die vier Himmelsrichtungen führen. Als einzige dieser Straßen ist sie nicht nach einem Ort benannt, den man über sie erreichen kann, sondern nach der Persönlichkeit Herzog Leopold V., dem Gründer der Stadt.

## Beschreibung
Die Herzog-Leopold-Straße wurde sogleich bei Gründung der Stadt angelegt. Sie beginnt am Westrand des Hauptplatzes (gegenüber dem Grätzl) und verläuft völlig gerade in annähernd westlicher Richtung bis zur Kreuzung mit Babenbergerring/Ferdinand-Porsche-Ring. Dabei führte sie bis 1861 durch das Fischauer Tor, das sich in der entlang der Hausmauern der Karolinengasse und Beethovenallee verlaufenden Stadtmauer befand und in jenem Jahr abgebrochen wurde. Anders als die drei anderen Hauptstraßen (Wiener Straße, Ungargasse und Neunkirchner Straße) setzte sie sich außerhalb der Stadtmauern nicht in einer überregionalen Fernstraße fort.
Die Straße ist an beiden Seiten geschlossen mit überwiegend zwei- bis dreigeschoßigen Häusern verbaut. Die Gebäude der rechten Häuserzeile (gerade Hausnummern) stammen in der westlichen Hälfte im Kern überwiegend aus dem späten Mittelalter oder der frühen Neuzeit, wobei die Fassaden oftmals historistisch gestaltet wurden. Im östlichen Teil weisen die Häuser hingegen schlichtere Fassaden aus der zweiten Hälfte des 19. Jahrhunderts auf. Einzelne Gebäude, die im Zweiten Weltkrieg zerstört wurden, wurden durch Neubauten der 1950er Jahre ersetzt. Die linke Häuserzeile (ungerade Hausnummern) besteht überwiegend aus Gebäuden, die im vierten Viertel des 18. Jahrhunderts, um 1900 oder nach dem Zweiten Weltkrieg entstanden. Der Abschnitt um das Stadttheater und das ehemalige Karmelitinnenkloster geht zumeist im Kern auf die frühe Neuzeit zurück und ist mit historistischen Fassaden versehen.
In den Erdgeschoßen der Gebäude sind durchwegs Geschäftslokale eingerichtet, wodurch die Bausubstanz in diesen Bereichen teilweise verändert wurde.
Im Jahr 1977 wurde die Herzog-Leopold-Straße in eine Fußgängerzone umgestaltet. Eine Neugestaltung erfolgte 2016/17. Ausnahmen bestehen für den Radverkehr (mit Schrittgeschwindigkeit); die Benützung mit Kraftfahrzeugen zur Zu- und Abfahrt ist nur zu bestimmten Zeiten zu Lieferzwecken erlaubt.
Die Fußgängerzone ist mit Sitzbänken, eine Zeile von Alleebäumen und mit Blumentrögen ausgestattet. In die Pflasterung ist ein Blindenleitsystem eingelassen. Westlich der Beethovenallee erweitert sich die Straße platzartig; an der Nordseite befindet sich (in einer Front mit den weiter östlich gelegenen Gebäuden) das Bundes-Oberstufenrealgymnasium (BORG) Wiener Neustadt, während die Südseite vom zurückgesetzten Pavillon eines Supermarktes und einem an der Ecke zum Ferdinand-Porsche-Ring errichteten modernen Wohnbau gebildet wird. Hier befindet sich auch die vom Ring her zu befahrende Zufahrt zur Theatergarage, einer unterhalb dieses Bereichs errichteten Tiefgarage. 
An der Oberfläche wurden die Umrisse der Fundamente des Fischauer Tors durch farbige Steine im Straßenpflaster sichtbar gemacht. Daneben wurde auf einer Fläche die historische Steinpflasterung der Straße rekonstruiert.

## Adressen
(Denkmalgeschützte Objekte sind fett geschrieben.)
- Nummer 2 (identisch: Hauptplatz 7): im Kern spätmittelalterliches bis frühneuzeitliches Bürgerhaus mit markantem, über beide Obergeschoße reichendem Runderker an der Ecke zum Hauptplatz
- Nummer 5: dreigeschoßiges spätbarockes Bürgerhaus
- Nummer 16: Bürgerhaus aus dem Spätmittelalter oder der frühen Neuzeit mit Fassade um etwa 1900
- Nummer 17: Stadttheater, ehemalige Kirche des aufgehobenen Karmelitinnenklosters, Bau fertiggestellt 1675
- Nummer 18: Bürgerhaus aus dem Spätmittelalter oder der frühen Neuzeit mit Fassade um etwa 1900
- Nummer 20: zweigeschoßiges, im Kern spätmittelalterliches Wohnhaus mit spätgotischem Schulterportal
- Nummer 21: ehemaliges Karmelitinnenkloster, erbaut 1675
- Nummer 26: dreigeschoßiges Wohnhaus, entstanden in der ersten Hälfte des 19. Jahrhunderts durch Zusammenlegung zweier mittelalterlicher Gebäude
- Nummer 32: BORG Wiener Neustadt

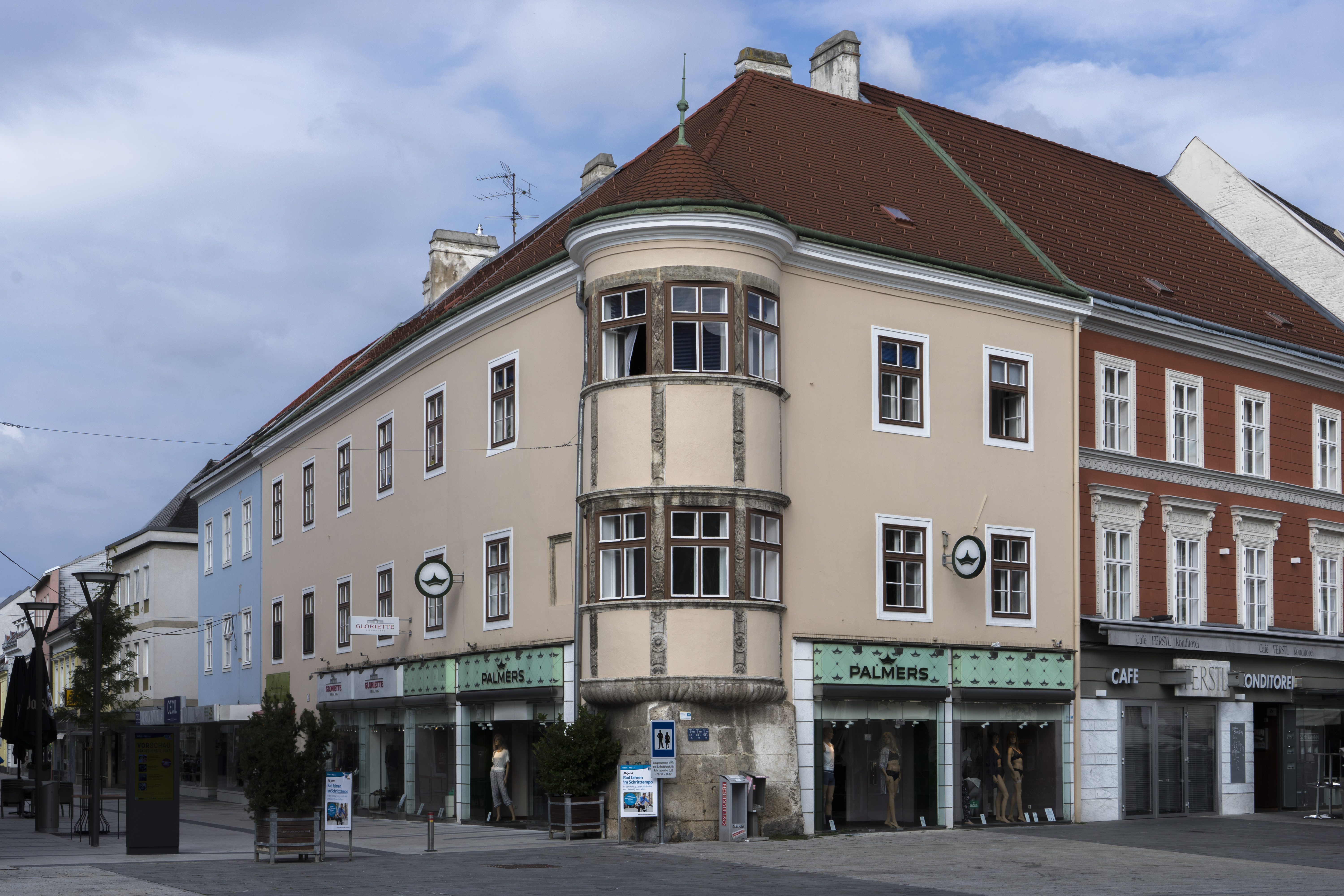
Nummer 2 am Anfang der Straße
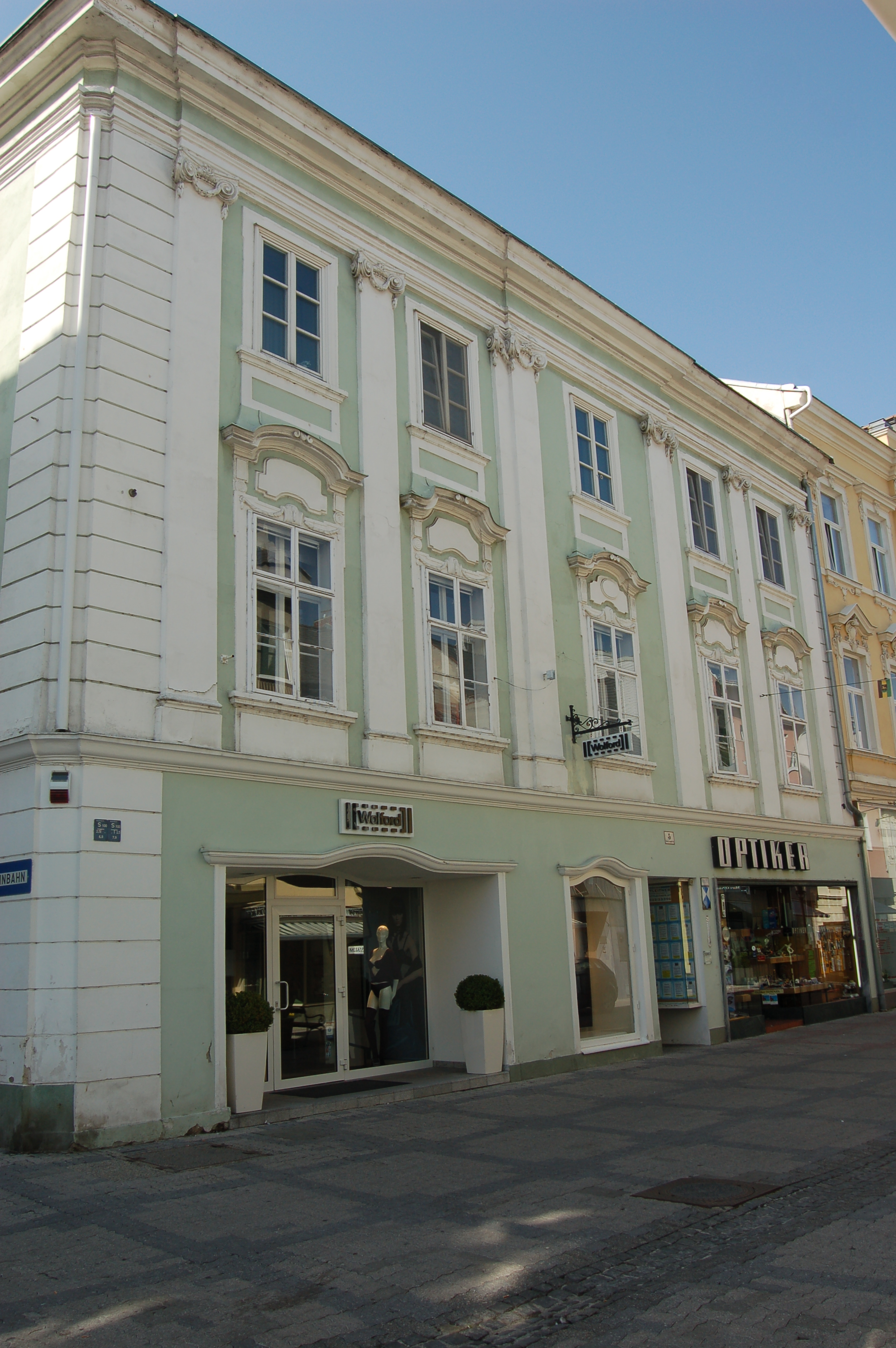
Nummer 5
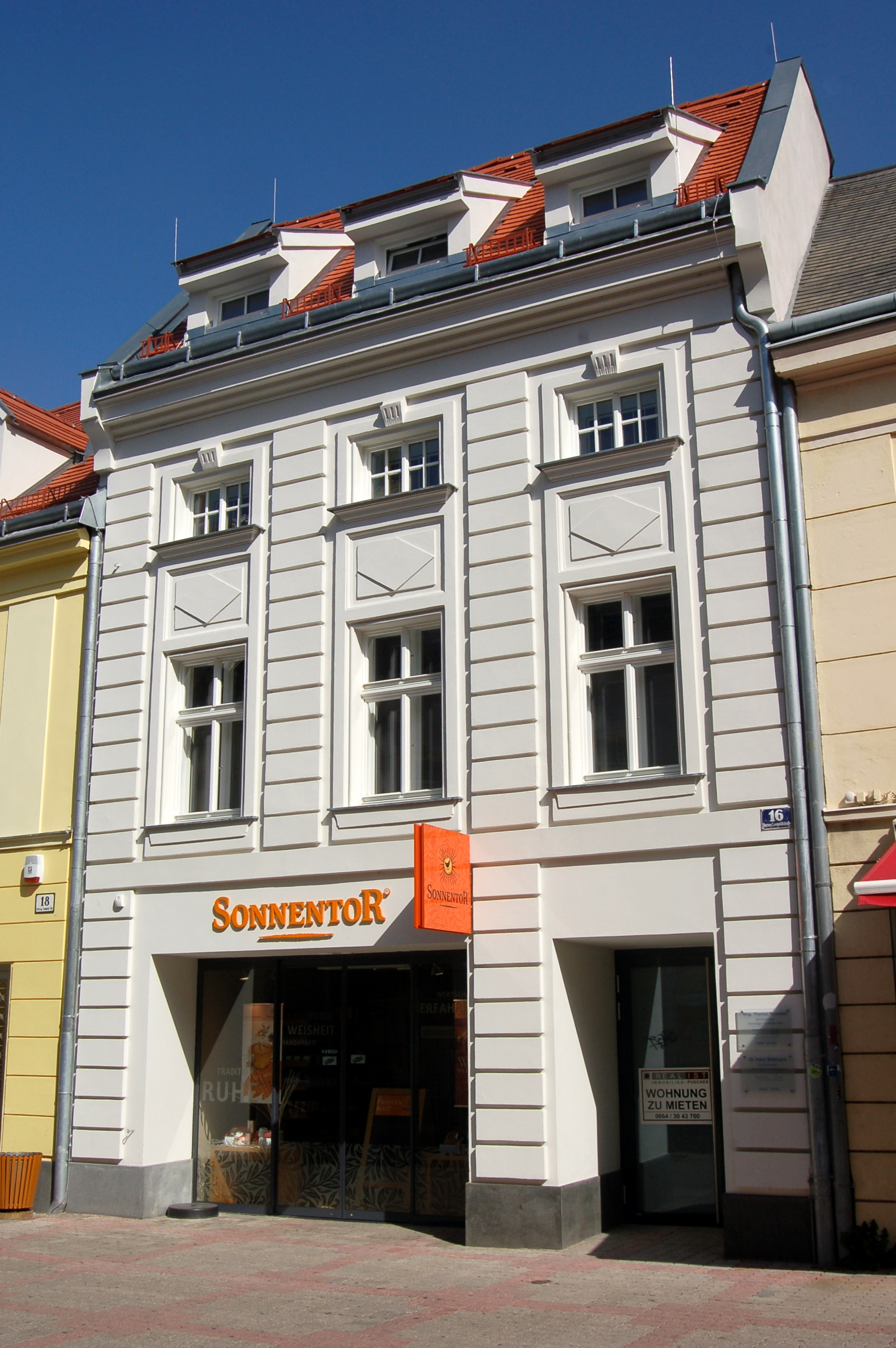
Nummer 16
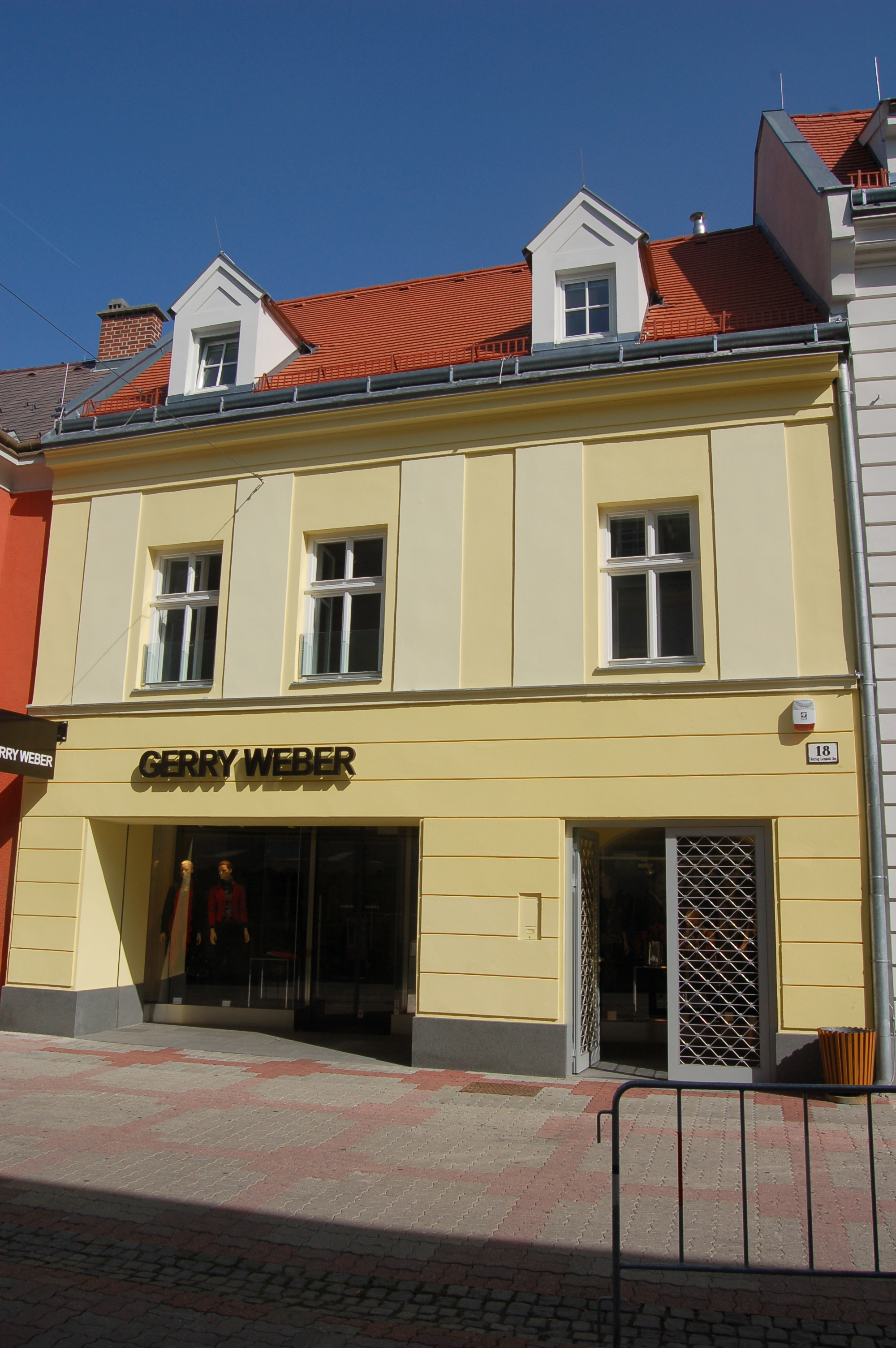
Nummer 18
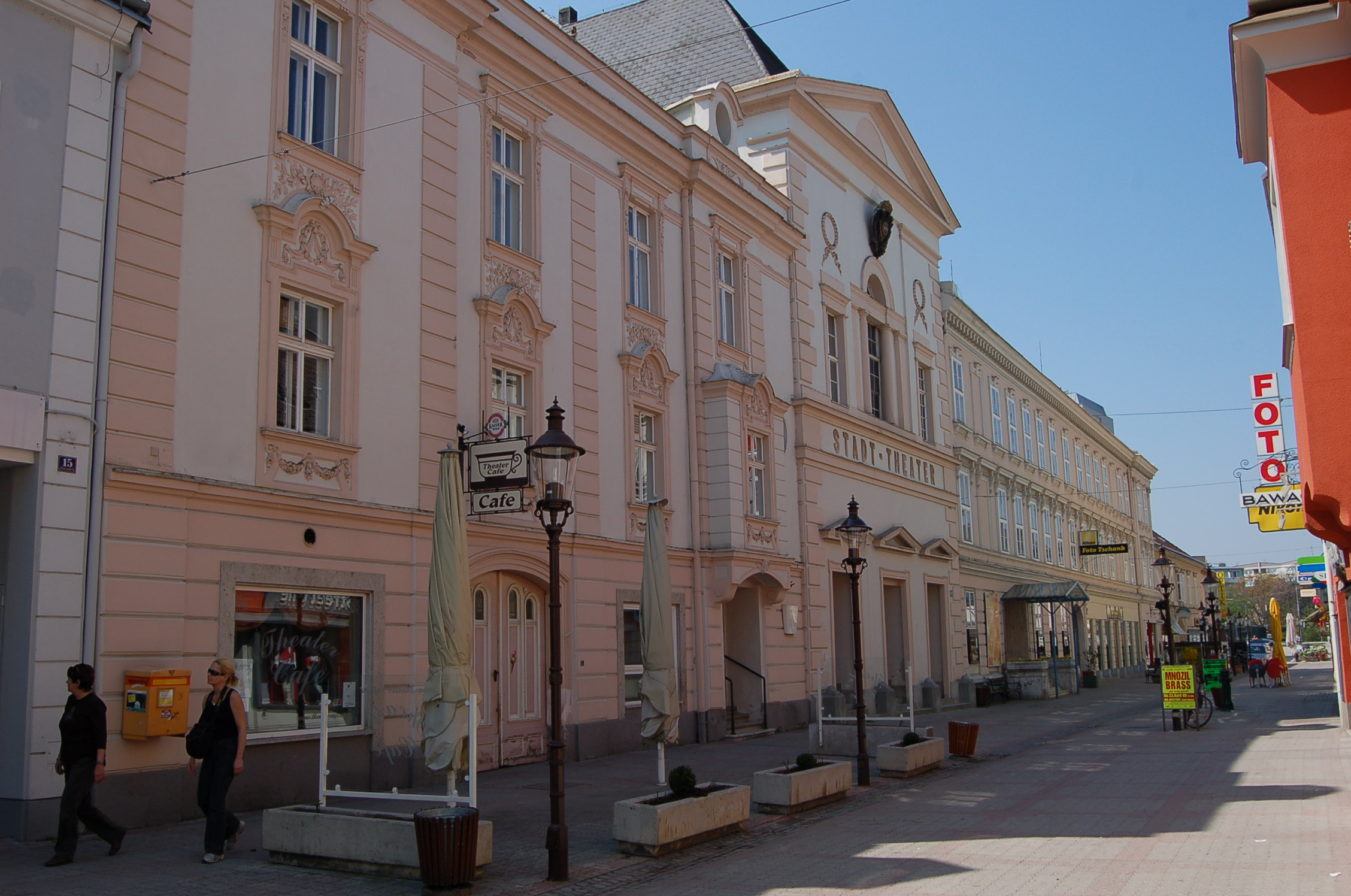
Nummer 17: Stadttheater (2009)
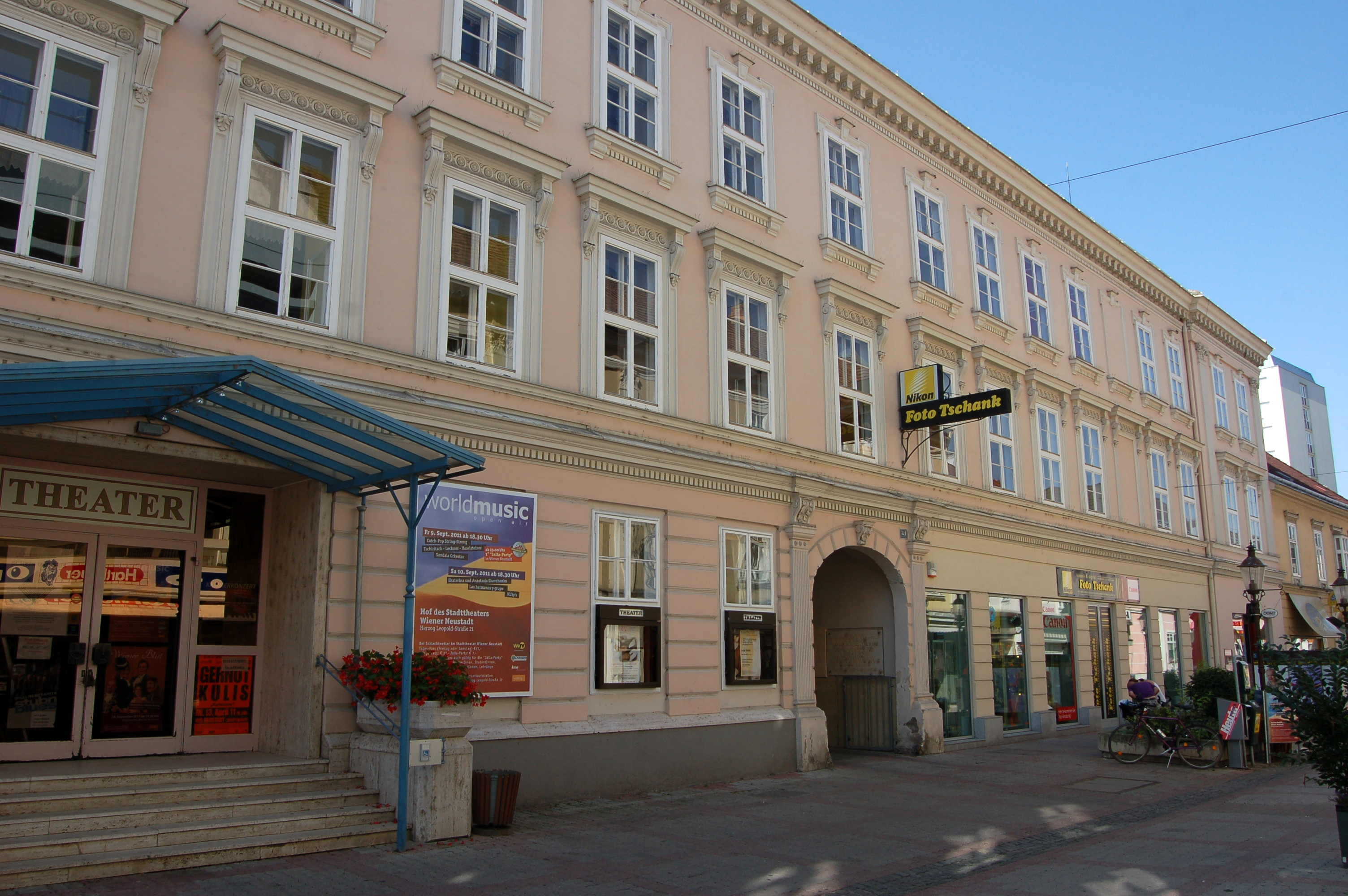
Nummer 21: ehemaliges Karmelitinnenkloster
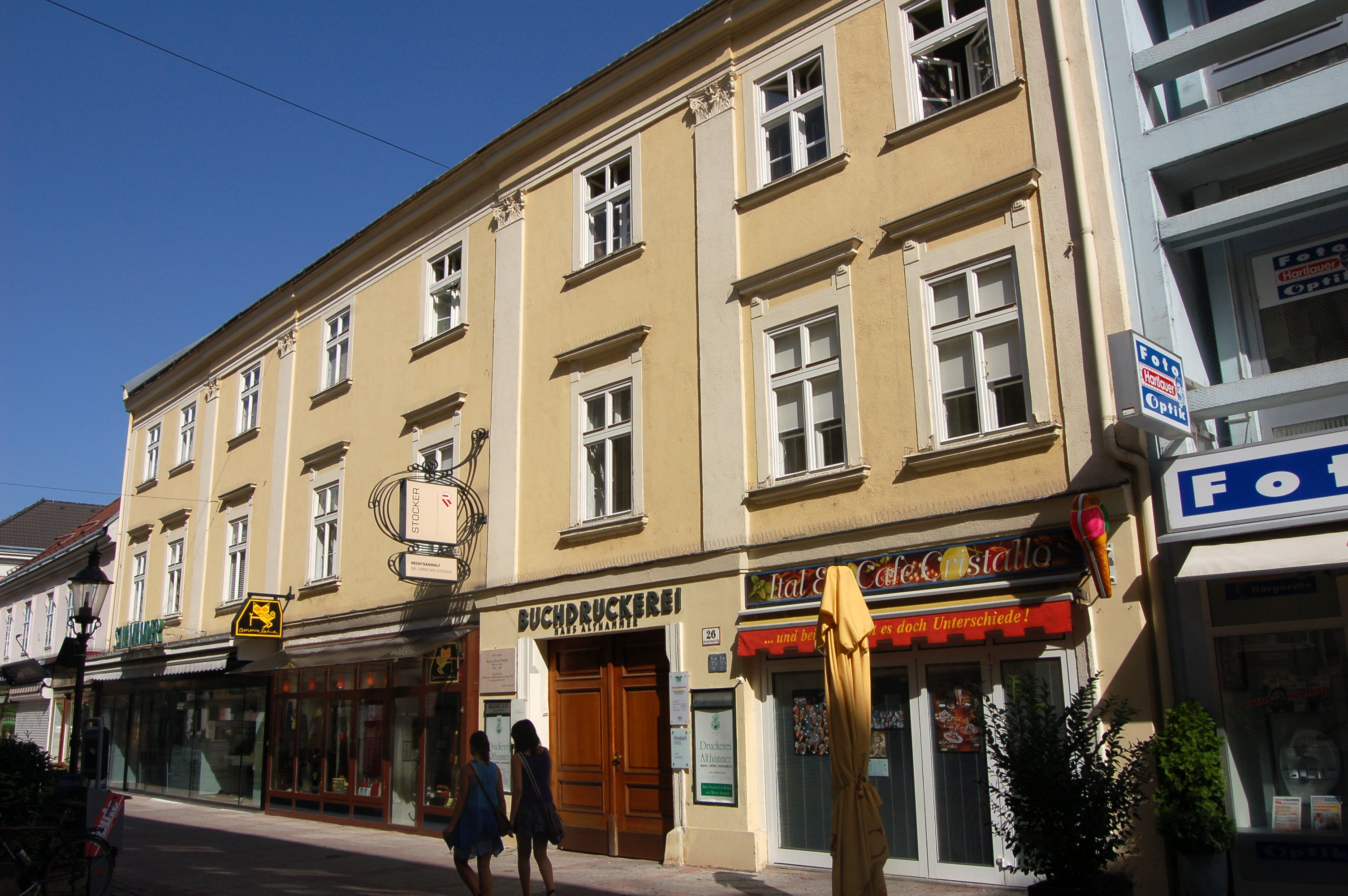
Nummer 26
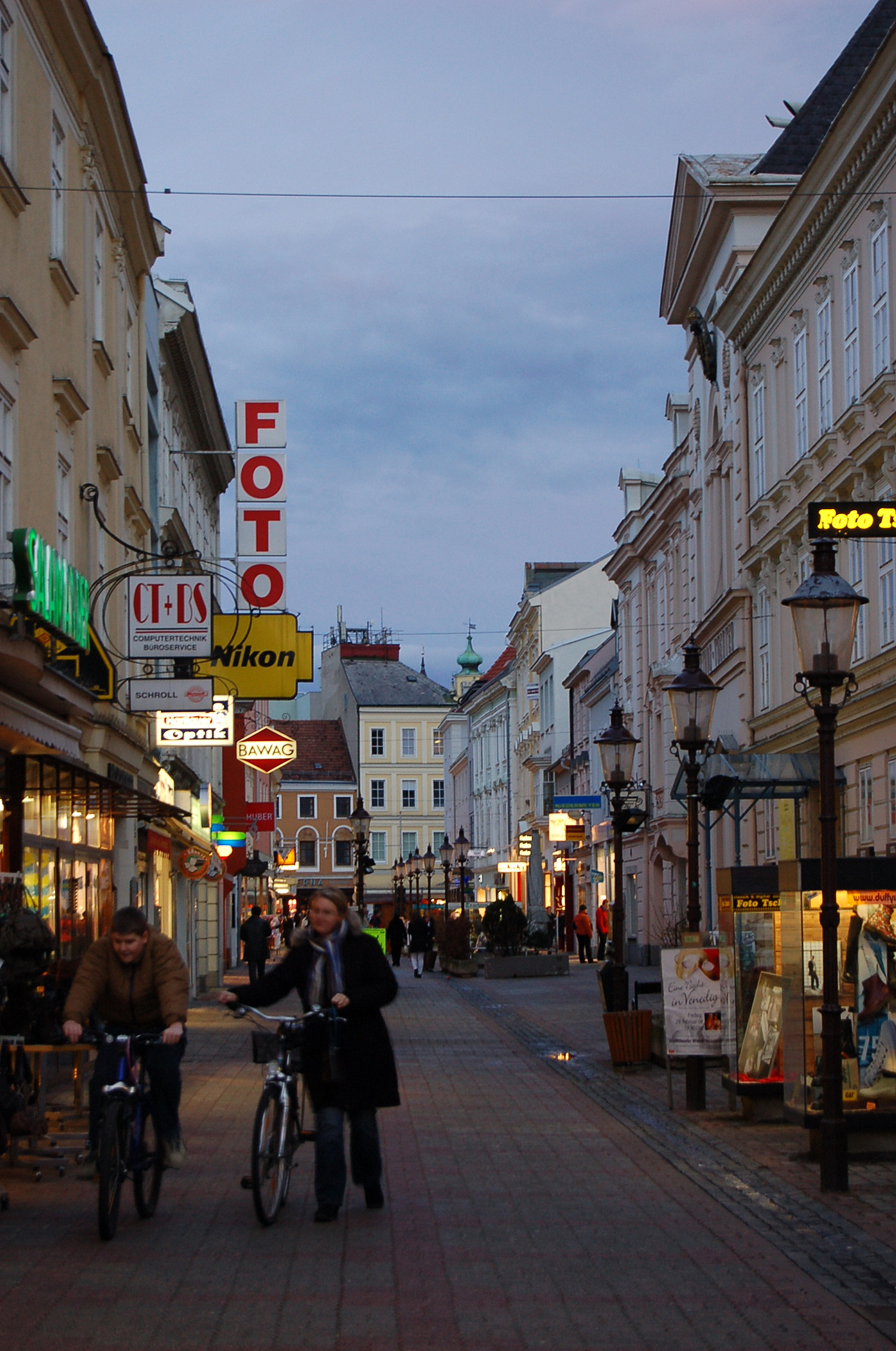
Herzog-Leopold-Straße abends (2008)
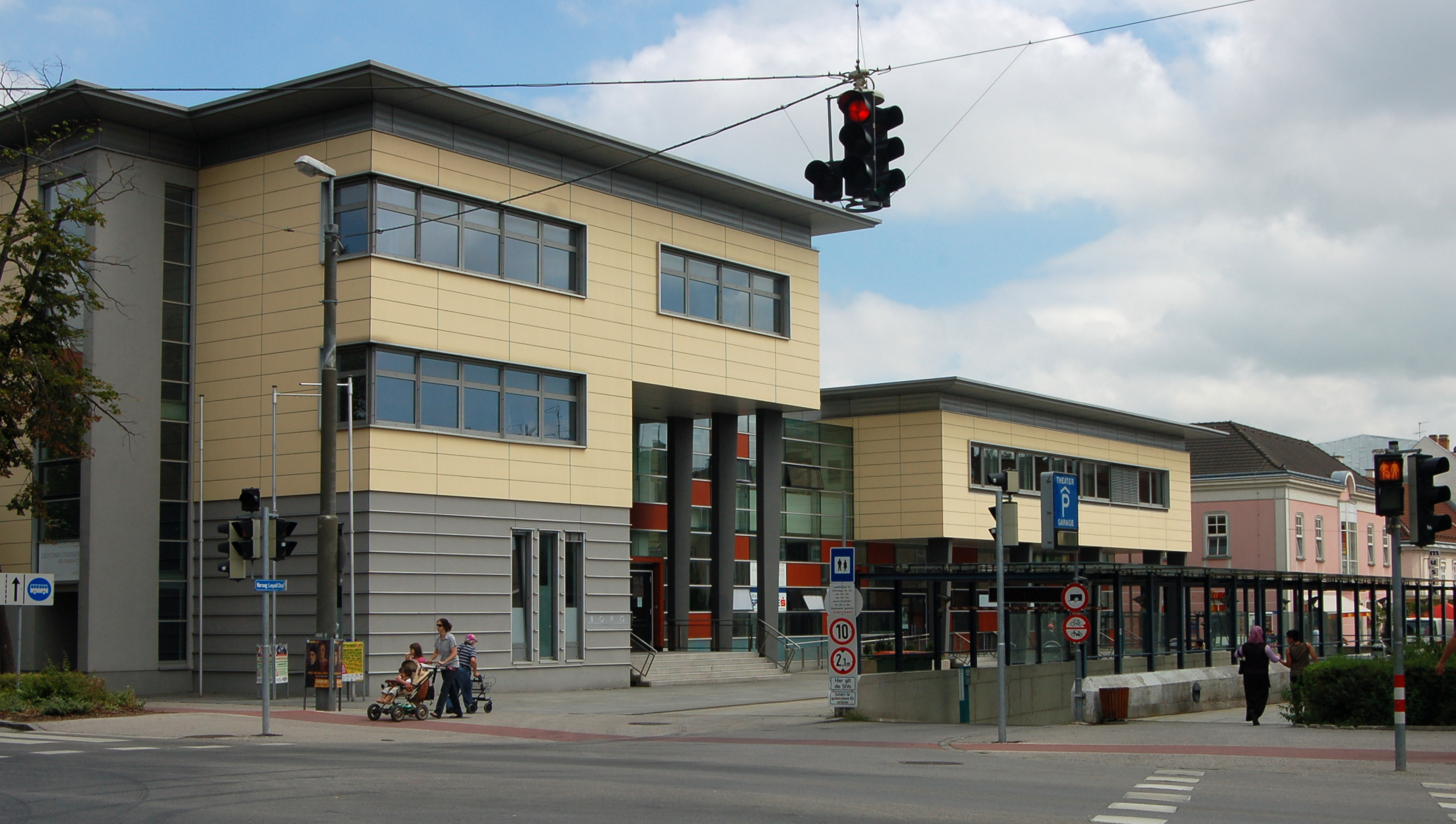
Nummer 32: BORG Wiener Neustadt am Ende der Straße, davor Einfahrt zur Theatergarage
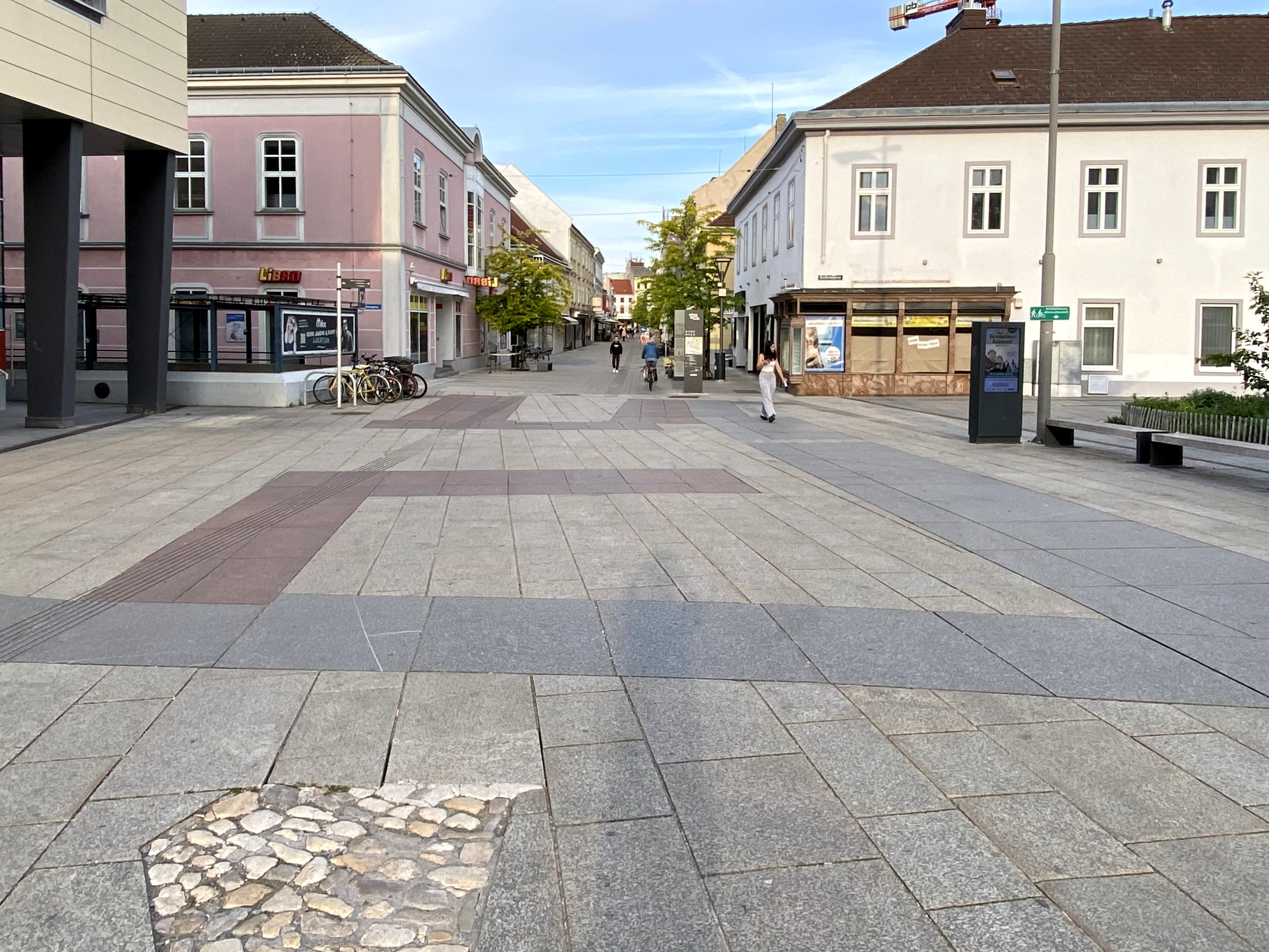
Im Pflaster kenntlich gemachte Fundamente des Fischauertors
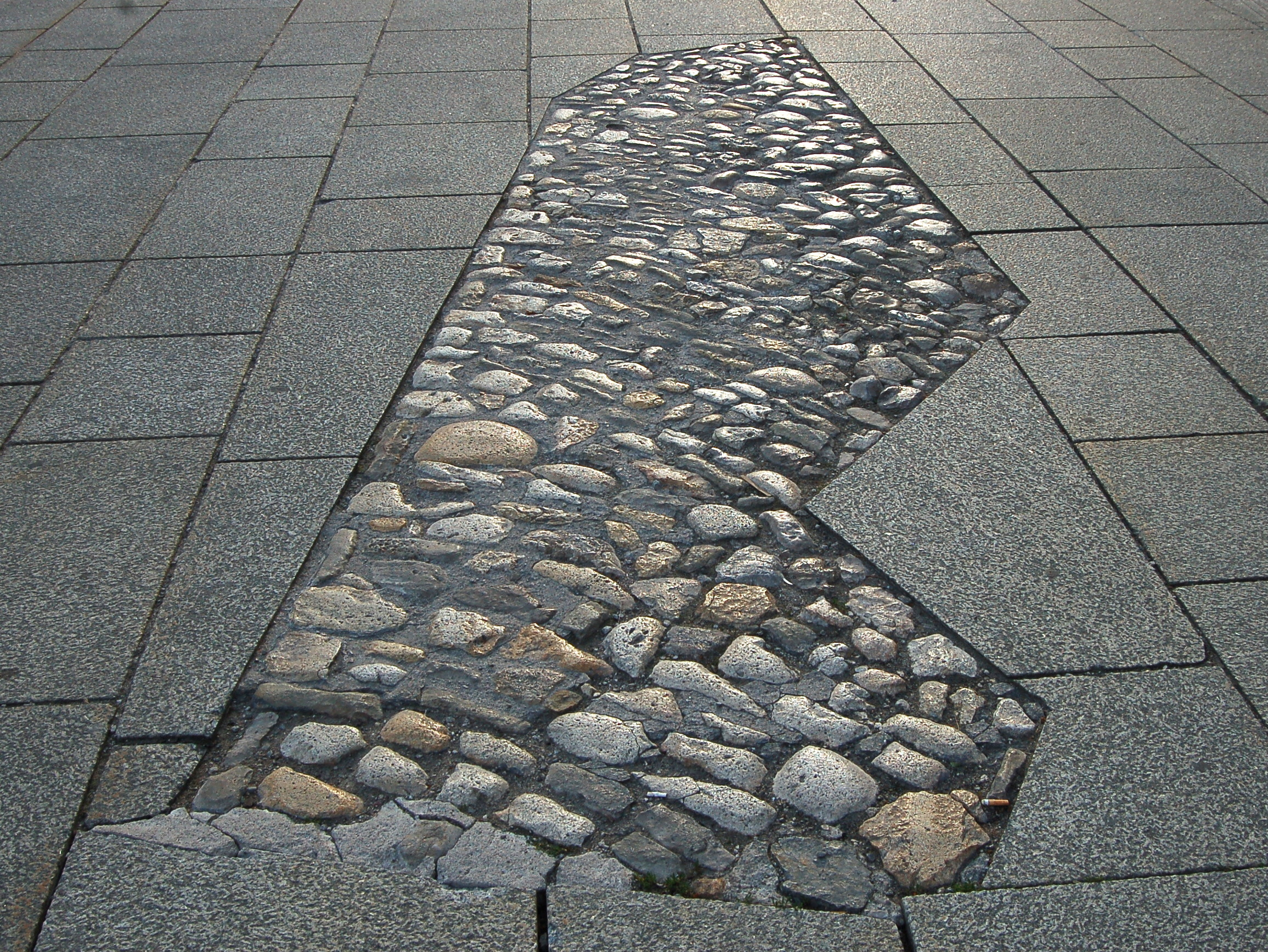
Ein Stück historisches Straßenpflaster